# Satyrus makmal
Satyrus makmal är en fjärilsart som beskrevs av Higgins 1965. Satyrus makmal ingår i släktet Satyrus och familjen praktfjärilar. Inga underarter finns listade.